# Estanislao Argote
Estanislao Argote Salaberría, né le 21 octobre 1956 à Zarautz dans la province basque de Guipuscoa, est un footballeur espagnol qui évoluait au poste d'ailier gauche.
Joueur lié tout au long de sa carrière professionnelle à l'Athletic Bilbao, il évolue pendant 13 saisons en première division espagnole, où il dispute 332 matchs et inscrit 63 buts. Il est l'un des joueurs qui dispute le plus de parties sous le maillot du club et il est considéré comme l'un des meilleurs joueurs ayant évolué, en Liga, au poste d'ailier gauche.

## Biographie

### Débuts en football
Estanislao Argote naît dans la ville de Zarauz en 1956. Il fait ses débuts comme footballeur sur les terrains de Zarauz puis dans la modeste équipe régionale de sa localité natale, le CD Zarauz, où il joue jusqu'en 1976. Cette année-là, il est détecté par l'Athletic Bilbao, qui l'intègre d'abord à sa deuxième équipe, l'Athletic Bilbao B. 

### Succès avec l'Athletic Bilbao
Estanislao Argote joue au poste d'ailier gauche durant toute sa carrière, et est considéré comme l'un des meilleurs à ce poste dans l'histoire de l'Athletic, derrière des joueurs mythiques comme Piru Gaínza ou Txetxu Rojo. Il est considéré par ses pairs comme le meilleur passeur et centreur de l'époque. Il débute avec l'Athletic le 2 octobre 1977, juste avant ses 21 ans et reste pendant 13 saisons dans ce club. Ses plus grands succès ont lieu lors des saisons 1982-83 et 1983-84, lorsque l'Athletic remporte deux titres de Liga et une Coupe du Roi. L'équipe de Bilbao est alors emmenée par un trident d'attaque dont fait partie Argote ainsi que Dani et Sarabia, qui s'appuient sur les passes d'Argote depuis le côté gauche. Il réalise sa meilleure saison en termes de statistiques lors de la saison 1980-1981, où il inscrit 12 buts en championnat. Lors de cette même saison, Argote est appelé à deux reprises en sélection nationale. Ses débuts comme joueur international interviennent à Salamanque le 13 décembre 1978, lors des éliminatoires du Championnat d'Europe de 1980 face à Chypre. La rencontre se termine sur le score de 5 à 0. Son second match a lieu quelques jours plus tard à Rome face à l'Italie, lors d'un match amical où l'Espagne s'incline 1-0. Avec l'Athletic, Argote dispute 5 matchs en Coupe d'Europe des clubs champions, et participe également à la Coupe de l'UEFA.

### Blessures et fin de carrière
Après 1984, Argote perd sa place de titulaire à cause de blessures. Lors de la saison 1986-87, il se blesse en décembre, et est écarté de l'équipe jusqu'à la fin de la saison. Il ne joue ainsi que la moitié des matchs de championnat ce qui pénalise grandement son équipe, au très faible rendement cette saison-là. Lorsque Argote se blesse, l'Athletic est à la quatrième place du championnat mais le club se retrouve ensuite en difficulté, et fini la saison en 13e position. Entre décembre et avril, l'Athletic ne gagne que deux matchs, tandis qu'Argote est opéré. Il est pourtant en très bonne forme avant sa blessure puisqu'il est le meilleur passeur décisif de son équipe avec 9 passes, et le deuxième meilleur buteur de l'équipe avec cinq buts. Durant cette saison, la plupart des joueurs de l'Athletic sont touchés par des blessures musculaires. Parmi les 11 joueurs concernés, 9 font partie de l'équipe des titulaires. 
À partir de 1987, lors de ses dernières années, Argote recule sur le terrain et joue un rôle moins important dans l'équipe. Après 332 matchs en championnat sous les couleurs l'Athletic Bilbao, en 13 saisons, Argote prend sa retraite de footballeur professionnel en 1990. Il joue tout de même une saison avec l'équipe de son village natal, le CD Zarautz, en quatrième division espagnole (Tercera División) avant de prendre définitivement sa retraite à l'âge de 34 ans. Lors de sa dernière saison au Zarautz, le club joue pour la toute première fois de son histoire en Tercera División. 

### Carrière extra-sportive
Argote est également connu pour ses talents d'accordéoniste. Juste après avoir gagné la Liga en 82-83, il enregistre un disque où il joue de l'accordéon. Son disque reçoit un certain succès au Pays basque. Il est également connu pour aimer le golf, discipline peu répandue chez les footballeurs. Dans son enfance, il était d'ailleurs caddie au parcours de golf de sa ville natale.

## Palmarès
Il est champion d'Espagne sous les couleurs de l'Athletic Club en 1983 et 1984. Il remporte également la Coupe d'Espagne en 1984 et la Supercoupe d'Espagne en 1984.